# Manuel Sutter
Manuel Sutter (Bregenz, 8 marzo 1991) è un calciatore austriaco, attaccante del Wolfurt.

## Carriera

### Club
Nel 2012 ha vinto la Challenge League con il San Gallo, con la cui maglia l'anno seguente ha giocato in massima serie; è poi sceso nuovamente tra i cadetti militando nel Vaduz, vincendo nuovamente il campionato e aggiudicandosi per tre stagioni di fila la Coppa del Liechtenstein. Nella stagione 2013-2014 ha fatto il suo esordio nelle coppe europee durante la trasferta contro i georgiani del Chikhura Sachkhere, valida per il primo turno preliminare di Europa League. Nella partita di ritorno ha anche segnato la sua prima rete europea, fissando il punteggio finale sull'1-1. Durante la pausa estiva del 2016 passa a titolo definitivo al Winterthur, con cui debutta in occasione della partita casalinga contro l'Aarau.

### Nazionale
Ha giocato alcune partite con le nazionali giovanili austriache.

## Palmarès

### Club

#### Competizioni nazionali
- Challenge League: 2

San Gallo: 2011-2012
Vaduz: 2013-2014
- Coppa del Liechtenstein: 6

Vaduz: 2013-2014, 2014-2015, 2015-2016, 2018-2019, 2021-2022, 2022-2023